# Årby, Rasbokil

Ej att förväxla med byn Årby i Rasbo socken

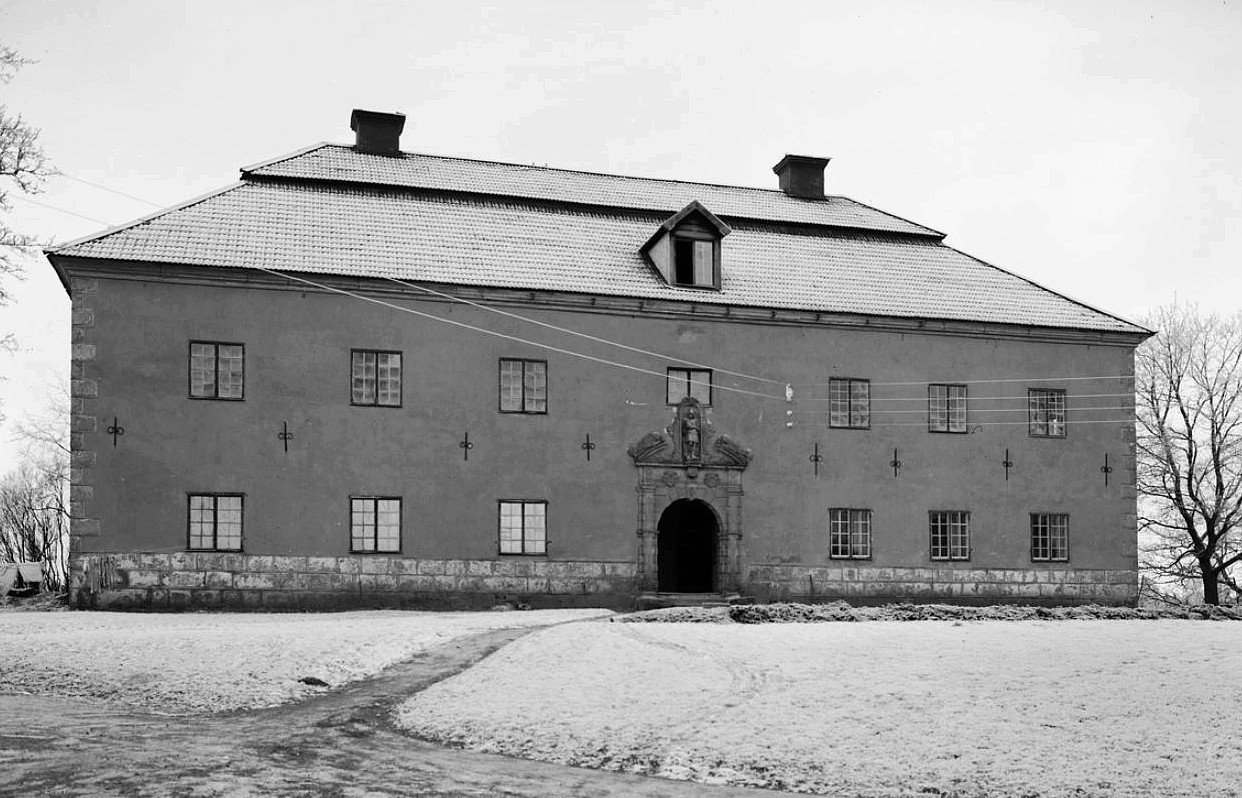
Årby gård, 1935.

Årby är ett slott i Rasbokils socken, Uppsala kommun.

## Historik

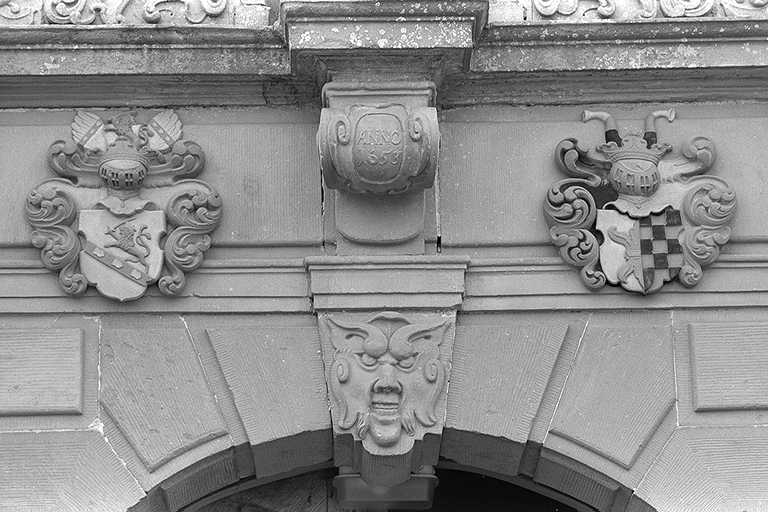
Entréportalens överstycke 1992.

Årby omtalas första gången 1344, då Uppsala domkyrka ägde jord i Årby ('in Arby'). Ännu 1409 tillhörde Årby Uppsala domkyrka, men verkar snart ha bytts bort, 1420-1429 innehade Tomas Andersson (Årby-ätten), häradshövding i Rasbo Årby som sätesgård, 1479-1480 Lars Tomasson (Årbyätten), senare hans änka och 1551-1554 Nils Otteson (Hästhuvfud). 1555 överlät Nils och Lars Jespersson (Cruus) jord till Gustav Vasa, för att denne skulle driva en arvstvist åt dem, där de menade att deras morbror Peder Larssons (Årby-ätten) båda döttrar, varav den ena var gift med Nils Otteson, var oäkta, och därmed inte hade någon arvsrätt. Gården tilldömdes därmed istället Lars Jespersson.
Slottet tillhörde därefter släkten Cruus av Edeby och senare von Post, och 1762-1795 Vattholma bruk.
Årby är även känt för en båtgrav, Årbybåten, med välbevarade träföremål, som påträffades 1933 och undersöktes 1935.
Släkten Båth sålde gården på 1980-talet.